# メッセージ (反町隆史のアルバム)
『メッセージ』は、反町隆史1枚目のアルバム。1997年9月10日発売。
発売元はマーキュリー・ミュージックエンタテインメント。

## 収録曲
全作詞：反町隆史　全作曲：都志見隆
1. GETTING MY WAY
編曲：中山弘
2. NO PAIN NO GAIN
編曲：中山弘
3. Forever
編曲：武部聡志
4. YES!
編曲：澤近泰輔, 都志見隆
5. 自分らしく
編曲：澤近泰輔
6. 最後の言葉
編曲：中山弘
7. ひとり
編曲：中山弘
8. メッセージ
編曲：中山弘
9. ロイヤルミルクティー
編曲：都志見隆